# ام الضبر (حرض)

تعديل مصدري - تعديل

ام الضبر هي إحدى قرى عزلة بني الحداد بمديرية حرض التابعة لمحافظة حجة، بلغ تعداد سكانها 71 نسمة حسب تعداد اليمن لعام 2004.